# Kalle Laanet
Kalle Laanet, född 25 september 1965 i Orissaare på Ösel i dåvarande Estniska SSR, är en estnisk liberal politiker och polisämbetsman. Fram till 2012 var han medlem av Centerpartiet, men kom efter två år som politisk vilde från 2014 att bli medlem av Reformpartiet. Han var från 2005 till 2007 Estlands inrikesminister i Andrus Ansips regering och från 2021 till 2022 Estlands försvarsminister i Kaja Kallas första regering. Sedan 17 april 2023 är han justitieminister i Kaja Kallas tredje regering.

## Biografi

### Utbildning och yrkeskarriär
Laanet gick i skolan i Tagavere och Orissaare på Ösel från 1972 till 1979 och gick på en idrottsinternatskola i Tallinn från 1979 till 1983. Från 1986 till 1988 genomgick han den sovjetiska polisutbildningen i Tallinn och arbetade som polistjänsteman fram till 1993. Från 1993 till 1995 var han anställd vid Estlands kriminalpolis och var från 1995 till 2002 polischef i Saaremaas polisdistrikt, 2002–2003 i Tallinns polisdistrikt och 2004 till 2005 även i Läänemaas polisdistrikt. 2001 avlade han en juridikexamen vid den privata Concordiahögskolan i Tallinn.

### Politisk karriär
Laanet var inrikesminister i Andrus Ansips regering från april 2005 till april 2007, som medlem av Estniska centerpartiet. Efter att ha lämnat regeringen 2007 var han fortsatt medlem av Riigikogu för Centerpartiet fram till 2012. Under denna period var han en av de främsta kritikerna inom partiet av den egna partiledaren och Tallinnborgmästaren Edgar Savisaar.
Han lämnade Centerpartiet 2012 och satt kvar som politisk vilde fram till 2014. År 2014 blev han invald i Riigikogu för Estniska reformpartiet och återvaldes 2019. Från 2021 till 2022 var han försvarsminister i Kaja Kallas mittenregering, och sedan 17 april 2023 är han justitieminister i Kaja Kallas tredje regering.

## Privatliv
Laanet är gift och har en son och två döttrar.